# Campylorhynchus turdinus
Carriça-turdina, catatau (Campylorhynchus turdinus) ou garrinchão (Campylorhynchus turdinus) é uma espécie de ave da família Troglodytidae.
Pode ser encontrada nos seguintes países: Argentina, Bolívia, Brasil, Colômbia, Equador, Paraguai e Peru.
Os seus habitats naturais são: florestas secas tropicais ou subtropicais , florestas subtropicais ou tropicais húmidas de baixa altitude, pântanos subtropicais ou tropicais e florestas secundárias altamente degradadas.